# 弥彦温泉
弥彦温泉（やひこおんせん）は、新潟県西蒲原郡弥彦村（旧国越後国）にある温泉。

## 泉質
- アルカリ性単純温泉（弥彦湯神社温泉）
  - 源泉温度47.9℃
  - 湧出量570リットル/分

## 温泉街
弥彦山の東、彌彦神社の門前に温泉街が広がる。旅館、ホテルは18軒存在する。
彌彦神社もあることから、飲食店や土産物屋が温泉街には多く存在する。
共同浴場は1軒存在する。「高齢者総合生活支援センター」である。競輪事業の収益金で作られた。但し、温泉街からは2kmほど離れたところにあり、源泉も異なる。（泉質：硫黄泉。源泉温度43℃）
ただし、この施設は2006年秋以降、地元住民専用の福祉施設となり、村民以外は利用できない（いわゆるジモ専化）。
日帰り入浴施設は2軒存在し、温泉街にあるホテルに備えられた施設と、前述の「高齢者総合生活支援センター」の源泉を引き湯して利用している施設がある。
観音寺温泉より引湯している宿もあったが、東日本大震災の影響で水位が低下したため、2015年現在観音寺温泉は利用されていない。

## 歴史
古くから、彌彦神社の門前町として栄えた。
検地資料などから、江戸時代から温泉があったことがわかっているが、現在の弥彦温泉と同じ水脈であったのかは不明。その後枯渇したものと思われるが、その時期についても正確な記録は残っていない。
昭和35年に新たに源泉をボーリングして温泉を開発した。
開湯から3年後の昭和38年4月23日 - 厚生省告示第203号により岩室温泉とともに国民保養温泉地に指定。
近年になり源泉が枯渇し、隣接している観音寺温泉より湯を引いていたが、麓地区に湯量豊富な源泉が開発され、それを利用した高齢者総合生活支援センターが作られ、それ以外の民間主導の開発が進められている。
平成19年11月に新たに源泉をボーリングして弥彦湯神社温泉を開発した。

## アクセス
- 鉄道：最寄駅は弥彦線（JR東日本）弥彦駅。新幹線を利用する場合は燕三条駅で乗り換えとなる。
- 車：北陸自動車道三条燕インターチェンジより国道289号・新潟県道29号吉田弥彦線で弥彦方面へ
- 飛行機：新潟空港よりシャトルバスで新潟駅下車。新潟駅より越後線（JR東日本）に乗車し吉田駅で弥彦線に乗り換え、終点弥彦駅下車。